# Paranthura skottsbergi
Paranthura skottsbergi är en kräftdjursart som beskrevs av Nordenstam 1930. Paranthura skottsbergi ingår i släktet Paranthura och familjen Paranthuridae. Inga underarter finns listade i Catalogue of Life.